# Пшитонь (Дравський повіт)
Пшитонь (пол. Przytoń) — село в Польщі, у гміні Островіце Дравського повіту Західнопоморського воєводства.
Населення — 185 осіб (2011).
У 1975-1998 роках село належало до Кошалінського воєводства.

## Демографія
Демографічна структура станом на 31 березня 2011 року:
|          | Загалом | Допрацездатний вік | Працездатний вік | Постпрацездатний вік |
| -------- | ------- | ------------------ | ---------------- | -------------------- |
| Чоловіки | 91      | 27                 | 59               | 5                    |
| Жінки    | 94      | 23                 | 52               | 19                   |
| Разом    | 185     | 50                 | 111              | 24                   |